# TT334
TT334 (Theban Tomb 334) è la sigla che identifica una delle Tombe dei Nobili ubicate nell'area della cosiddetta Necropoli Tebana, sulla sponda occidentale del Nilo dinanzi alla città di Luxor, in Egitto. Destinata a sepolture di nobili e funzionari connessi alle case regnanti, specie del Nuovo Regno, l'area venne sfruttata, come necropoli, fin dall'Antico Regno e, successivamente, sino al periodo Saitico (con la XXVI dinastia) e Tolemaico.

## Titolare
TT334 era la tomba di:
| Titolare    | Titolo                 | Necropoli       | Dinastia/Periodo                 | Note |
| ----------- | ---------------------- | --------------- | -------------------------------- | ---- |
| sconosciuto | Capo degli agricoltori | Dra Abu el-Naga | XVIII dinastia (Amenhotep III ?) |      |

## Biografia
Nessuna notizia biografica è ricavabile

## La tomba
Planimetricamente TT334 presenta una sala trasversale, cui si accede da un breve corridoio, sulle cui pareti sono rappresentati portatori di offerte. Sulle pareti della sala sono rappresentati: scene di banchetto (2); il defunto e due donne seduti (3); su tre registri sovrapposti (4) scene di banchetto con musicisti; un uomo in offertorio al defunto e alla moglie (5). Poco oltre (6) su quattro registri: la figlia e altri portatori con offerte al defunto e alla moglie (non sono identificabili i nomi dei personaggi); il defunto seduto dinanzi a una casa; scene di raccolta in presenza del defunto. Sul fondo della sala una nicchia (7) un prete offre libagioni.

### Annotazioni
1. ↑  La numerazione dei locali e delle pareti segue quella di Porter e Moss 1927, p. 400.
2. ↑  La prima numerazione delle tombe, dalla numero 1 alla 252, risale al 1913 con l'edizione del "Topographical Catalogue of the Private Tombs of Thebes" di Alan Gardiner e Arthur Weigall. Le tombe erano numerate in ordine di scoperta e non geografico; ugualmente in ordine cronologico di scoperta sono le tombe dalla 253 in poi.
3. ↑  I campi della Duat, ovvero l'aldilà egizio, si trovavano, secondo le credenze, proprio sulla riva occidentale del grande fiume.
4. ↑  Nella sua epoca di utilizzo, l'area era nota come "Quella di fronte al suo Signore" (con riferimento alla riva orientale, dove si trovavano le strutture dei Palazzi di residenza dei re e i templi dei principali dei) o, più semplicemente, "Occidente di Tebe".
5. ↑  le Tombe dei Nobili, benché raggruppate in un'unica area, sono di fatto distribuite su più necropoli distinte.
6. ↑  Le note, sovente di inquadramento topografico della tomba, sono tratte, fino alla TT252, dal "Topographical Catalogue" di Gardiner e Weigall, ed. 1913 e fanno perciò riferimento alla situazione dell'epoca.

### Fonti
1. ↑  Gardiner e Weigall 1913.
2. ↑  Donadoni 1999,  p. 115.
3. ↑  Porter e Moss 1927, p. 399.
4. 1 2  Porter e Moss 1927,  p. 401.